# Esparron (Var)
Esparron è un comune francese di 364 abitanti situato nel dipartimento del Var nella regione della Provenza-Alpi-Costa Azzurra.

## Società

### Evoluzione demografica
Abitanti censiti